# Eugen Meindl
Eugen Meindl   (Donaueschingen, 16 de juliol de 1892 - Múnic, 24 de gener de 1951) va ser un general de paracaigudistes alemany a la Luftwaffe de l'Alemanya nazi durant la Segona Guerra Mundial. Va rebre la Creu de Cavaller de la Creu de Ferro amb Fulles de Roure i Espases.

## Biografia
Nascut el 1892, Eugen Meindl es va allistar a l'exèrcit el 1912 i va servir durant la Primera Guerra Mundial. Meindl va servir amb diverses unitats d'artilleria al Reichswehr, les forces armades de la postguerra de la República de Weimar i, posteriorment, a la Wehrmacht de l'Alemanya nazi. El novembre de 1938, Meindl va ser nomenat comandant del 112è Regiment d'Artilleria de Muntanya a Graz. Ascendit a oberst, va dirigir el "Grup Meindl" i va fer el seu primer salt amb paracaigudes a Narvik. Es va traslladar a la Luftwaffe el novembre de 1940.
Durant la invasió aerotransportada de Creta, Meindl va saltar prop del pont de Platanias, on va rebre un tret al pit i va ser greument ferit. El febrer de 1942, Meindl, ara generalmajor, es va convertir en comandant de la recentment formada Divisió de la Luftwaffe Meindl a la Unió Soviètica. Al setembre es va fer càrrec del 13è Cos Aeri (més tard I Cos de Camp de la Luftwaffe).
El 1943, va ser ascendit a comandant del 2n Cos de Paracaigudistes, que va dirigir a l'oest al front d'invasió i més tard a Cleves i al Reichswald. La seva unitat va participar en la batalla de Nijmegen durant l'operació Horta (setembre de 1944), però va ser aturada a Groesbeek per paracaigudistes nord-americans atrinxerats i, per tant, no va poder impedir que els aliats prenguessin la ciutat i els ponts estratègicament importants a través del riu Waal. El cos de Meindl va lluitar a Goch i al cap de pont del Wesel, on va ser nomenat comandant el 5 de març de 1945. Meindl va informar immediatament a l'Alt Comandament que s'havia d'evacuar el cap de pont, però no va poder aconseguir l'acord de Hitler fins al vespre del 9 de març. En els quatre dies intermedis, Meindl ja havia organitzat l'evacuació del cap de pont i, per tant, va poder portar les restes de set divisions i dues unitats panzer amb la major part del seu equip; segons les seves paraules, "tot el que flotava va tornar de nou". Meindl va continuar comandant el 2n Cos de Paracaigudistes fins a la seva eventual rendició a Grossbrekendorf prop de Schleswig a principis de maig. Va morir el 1951.

## Promocions
Fähnrich – 22 de març de 1913
 Leutnant – 7 de febrer de 1914
  Oberleutnant – 18 d'abril de 1917
 Hauptman – 1 d'agost de 1924
 Major – 1 d'abril de 1934
 Oberstleutnant – 1 d'agost de 1936
 Oberst – 1 d'abril de 1939
 Generalmajor – 1 de gener de 1941
 Generalleutnant – 1 de febrer de 1943
 General der Fallschirmtruppe  – 1 d'abril de 1944

## Condecoracions
Creu de Cavaller de la Creu de Ferro amb Fulles de Roure i Espases: 
 Creu de Cavaller: (14/06/1941)
 Fulles de Roure: (31/8/1944) (564è)
 Espases: (8/5/1945) (155)
 Creu Alemanya en Or (17/8/1942)
 Creu de Ferro 1914 de 1a Classe (17/1/1916)
 Creu de Ferro 1914 de 2a Classe (18/7/1915)
 Creu de cavaller de 2a classe del Reial Orde Saxó d'Albrecht (Sachsen)
 Creu de cavaller de 2a classe de l'orde del Lleó de Zähringen (Baden)
 Creu Austro-Hongaresa de 3a Classe del Mèrit Militar amb insígnia de guerra
 Medalla de Guerra (Imperi otomà)
 Creu d'Honor dels Combatents del Front
 Medalla del Llarg Servei a la Wehrmacht de I i IV classe
 Insígnia de Paracaigudista de la Luftwaffe
 Barra de 1939 a la Creu de Ferro 1914 de 1a Classe (10/6/1940)
 Barra de 1939 a la Creu de Ferro 1914 de 2a Classe (22/10/1939)
 Escut de Narvik (10/11/40))
 Insígnia de Ferits 1939 en Negre
 Medalla de la Campanya d'Hivern a l'Est 1941/42
 Cinta de màniga de Creta

### Nominació per a les Espases per a la Creu de Cavaller
L'abril de 1945, Meindl va ser nominada per afegir les Espases a la seva Creu de Cavaller; el nomenament per part de la tropa va ser aprovat per cadascun dels seus comandants. Tanmateix, la nominació no conté cap observació final sobre el procediment. L'Oberst Nicolaus von Below, ajudant de la Luftwaffe de Hitler, havia enviat un missatge per teleimpressora al comandant general del Fallschirmarmee Generaloberst Kurt Student, sol·licitant una declaració per a aquesta nominació. La còpia de la teleimpressora conté una nota: reenviament "23 d'abril de 1945". Sembla que la declaració no va ser mai retornada. Els tràmits no es van finalitzar al final de la guerra. L'Associació de Receptors de la Creu de Cavaller (AKCR) afirma que el premi es va lliurar d'acord amb el Decret Dönitz. Això és il·legal segons la Deutsche Dienststelle (WASt) i no té justificació legal. Fellgiebel va assignar la data de presentació.
Meindl s'esmenta en una llista de l'Oberbefehlshaber Nordwest per a "Nominacions i premis de lliurament de la guerra" des de maig de 1945. Aquesta llista, que estava pensada per ser presentada a Karl Dönitz, contenia dotze noms de nominacions pendents que havien estat presentades a través de la cadena de comandament. Dönitz mai va signar aquesta llista, el més probable és que ni tan sols l'arribés a veure. Les oficines de personal responsables van atorgar o van rebutjar vuit nominacions d'aquesta llista al final de la guerra, dues van quedar sense processar per l'Heerespersonalamt (HPA—Oficina de personal de l'exèrcit) i la Luftwaffenpersonalamt (LPA—Oficina de personal de la Luftwaffe) i dues més van quedar a punt per signar a l'Oberkommando der Wehrmacht/Wehrmacht-Führungsstab(OKW/WFSt: personal de lideratge de l'Alt Comandament de l'Exèrcit).